# Aelia de coloniis deducendis
Aelia de coloniis deducendis va ser una antiga llei romana suposadament establerta el 194 aC a proposta del tribú de la plebs Quint Eli Tuberó, sota els cònsols Publi Corneli Escipió Africà i Tiberi Semproni Llong. La llei establia la creació de dues colònies llatines, una a Calàbria i una altra a Turis.